# WordprocessingML
WordprocessingML (oft auch WordML genannt) ist eine von Microsoft für Microsoft Word ab Version 2003 entwickelte XML-basierte Auszeichnungssprache für Textverarbeitungsdokumente.
Im Vergleich zum binären Microsoft Word-Dateiformat (.doc) wird mit der Einführung von WordprocessingML das Erstellen und Verarbeiten von Microsoft Word-Dateien vereinfacht. Konkurrenzprodukte und Individualsoftware-Applikationen können WordprocessingML-Dokumente erstellen, einlesen und verändern, ohne auf Microsoft-Word-Funktionen zugreifen zu müssen. Möglich wird das durch die Verwendung von XML.
Momentan existieren zwei Versionen von WordprocessingML, die Version 2003 und die Version, die Bestandteil der ISO/IEC-Norm 29500:2008 (Office Open XML) ist.

## WordprocessingML 2003
WordprocessingML-2003-Dokumente werden in einer (1) unkomprimierten XML-Datei gespeichert. Diese Dateien bestehen im Wesentlichen aus vier Teilen:
- Allgemeine Dokumenteigenschaften (DocumentProperties)
- Formatvorlagen (styles)
- Applikationsspezifische Dokumenteigenschaften (docPr)
- Dokumentinhalt (body)

Der Dokumentinhalt wird auf unterster Ebene in mehrere Runs (r) unterteilt, denen Eigenschaften (rPr) zugewiesen werden können.

### Beispiel
Ein einfaches Beispiel für ein WordprocessingML-2003-Dokument (gekürzt):
```
<?xml version="1.0" encoding="UTF-8" standalone="yes"?>

<?mso-application progid="Word.Document"?>

<w:wordDocument

    
xmlns:w=
"http://schemas.microsoft.com/office/word/2003/wordml"

    
xmlns:wx=
"http://schemas.microsoft.com/office/word/2003/auxHint"

    
xmlns:o=
"urn:schemas-microsoft-com:office:office"

    
xml:space=
"preserve"
>

    
<o:DocumentProperties>

        
<o:Title>
Beispiel
 
fuer
 
ein
 
WordprocessingML
 
2003-Dokument
</o:Title>

        
<o:Author>
N.N
</o:Author>

        
⋮

    
</o:DocumentProperties>

    
<w:styles>

        
<w:style
 
w:type=
"paragraph"
 
w:default=
"on"
 
w:styleId=
"Standard"
>

             
⋮

        
</w:style>

        
<w:style
 
w:type=
"character"
 
w:default=
"on"
 
w:styleId=
"Absatz-Standardschriftart"
>

             
⋮

        
</w:style>

        
<w:style
 
w:type=
"character"
 
w:styleId=
"Fett"
>

             
⋮

        
</w:style>

    
</w:styles>

    
<w:docPr>

        
<w:view
 
w:val=
"print"
/>

        
<w:zoom
 
w:percent=
"116"
/>

        
⋮

    
</w:docPr>

    
<w:body>

        
<w:p>

            
<w:r>

                
<w:t>
Ein
 
einfaches
 
Beispiel
 
fuer
 
ein
 
</w:t>

            
</w:r>

            
<w:r>

                
<w:rPr>

                    
<w:rStyle
 
w:val=
"Fett"
/>

                
</w:rPr>

                
<w:t>
WordprocessingML
</w:t>

            
</w:r>

            
<w:r>

                
<w:t>
 
2003-Dokument.
</w:t>

            
</w:r>

        
</w:p>

    
</w:body>

</w:wordDocument>

```

### Standardisierung und Lizenzierung
WordprocessingML 2003 wurde von keiner Normungsorganisation standardisiert, ist also kein herstellerunabhängiger Standard.
Microsoft gewährt eine immerwährende und gebührenfreie Lizenz zur Verwendung von WordprocessingML. In einem covenant not to sue hat Microsoft erklärt, dass es unwiderruflich auf eine Durchsetzung aller für eine konforme Umsetzung der Office 2003 XML Reference Schemas-Spezifikation notwendigen Patente gegenüber Programmteilen, die diese Spezifikation implementieren, verzichtet. Dies gilt nicht für Patentansprüche Dritter.

### Verbreitung
WordprocessingML 2003 wird unter anderem von Microsoft Word 2003 Professional, dem Microsoft Word Viewer 2003, OpenOffice.org und Apple TextEdit unterstützt.

## Office Open XML WordprocessingML
Office Open XML WordprocessingML ist eine neue Version von WordprocessingML, die Bestandteil des Office Open XML-Standards ist. Die Standardisierung erfolgte im Rahmen des technischen Komitees 45 (TC45) von Ecma International sowie innerhalb von ISO/IEC.
Diese Auszeichnungssprache ist eine Weiterentwicklung von WordprocessingML 2003.